# Hirondelle sombre
Progne modesta
Espèce
Statut de conservation UICN

 EN C2a(i) : En danger
L'Hirondelle sombre (Progne modesta) est une espèce de passereau de la famille des Hirundinidae.

## Répartition
Cet oiseau est endémique des îles Galápagos.

## Taxonomie
C'est une espèce monotypique (non subdivisée en sous-espèces) depuis que Progne (modesta) murphyi et Progne (modesta) elegans sont considérées comme espèces à part entière.